# الحدس الطبي
الحدس الطبي هو ممارس الطب البديل الذي يقوم على استخدام قدراته البديهية للعثور على سبب أو مرض لحالة جسدية أو عاطفية من خلال استخدام البصيرة بدلاً من الطب الحديث.
تشمل المصطلحات الأخرى لمثل هذا الشخص المستبصر الطبي أو الطبيب النفسي أو المرشد الحدسي.

## تاريخ
تعود ممارسة العلاج والكشف باستخدام الحدس أو الاستبصار للحصول على المعلومات الطبية إلى فينياس باركهورست كيمبي (1802-1866)، الذي بدأت ممارسته البديهية للشفاء في عام 1854. كما وعُرف إدغار كايس (1877-1945) بأنه أحد أشهر العرافين الطبيين.
قال ويليام ماريون برنهام، مؤسس حركة في الخمسينيات من القرن الماضي للمعالجة الايمانية والشفاء الروحاني، من قبل أتباعه أنه قادر على تمييز الحالة الصحية للأشخاص الذين حضروا لنيل خدماته، وفي كثير من الحالات شفاءهم من محنتهم ومرضهم.

## التقبل
لا يعد إجراء تشخيص طبي رسمي ممارسة للعديد من البديهيات الطبية، ولكن بعض البديهيات الطبية تعمل أيضًا مع الأطباء أو الممارسين الجدد بما في ذلك بعض الممارسين العامين الذين طلبوا الحدس الطبي للحصول على آراء ثانية. في حالات قليلة، تم توظيف الحدس الطبي من قبل المستشفيات والعيادات والمكاتب الطبية، لا سيما في كاليفورنيا.
يعزو العديد من المهنيين الطبيين وعلماء النفس النجاحات القصصية المتصورة من قبل الحدس الطبي إلى مزيج من التفكير الرغبي، والانحياز التأكيدي، وتأثير الدواء الوهمي، ومغالطة التراجع المرتبطة بظروف التقييد الذاتي.  
تقدم عدد قليل من المؤسسات التعليمية شهادات عليا تتضمن «تدريبًا قائمًا على البحث» وشهادات للحدس الطبي. قد يكون هناك للحدس الطبي مهنيين طبيين مرخصين وقد لا تكون قدرتهم على تشخيص الأمراض بدقة والشفاء مدعومة بالأدلة العلمية.
ذكرت دراسة منشورة عن الحدس الطبي أن «المرضى الذين يعتمدون فقط على التشخيص النفسي كأساس للعلاج معرضون لخطر المشاكل الطبية الخطيرة التي لا يتم اكتشافها».
في عام 2009، كتب ستيفن نوفيلا في كتابه عن الطب المسند على العلم، ووصف التشخيص الطبي الحدسي بأنه «تفكير سحري بحت» ويشير إلى مقال في هافينغتون بوست حول هذا الموضوع على أنه «ترويج لادعاء طبي علمي زائف مشكوك فيه».

## روابط خارجية
جمعية الحدس الطبية